# Asociacion de Cricket Argentino
La Asociacion de Cricket Argentino (ACA) è la federazione nazionale di cricket dell'Argentina.

## Storia
Data la grande presenza di emigrati inglesi il cricket è apparso in Argentina fin dalla metà del XIX secolo. La federazione è stata fondata nel 1913 ed è stata una delle prime ad affiliarsi all'ICC nel 1974.